# Scott Brown (ur. czerwiec 1985)
Scott Brown (ur. 25 czerwca 1985 w Dunfermline) – były szkocki piłkarz występujący na pozycji pomocnika. Obecnie trener Fleetwood Town.
Urodził się w Dunfermline, karierę zaczynał w szkółce piłkarskiej Hibernianu Edynburg. W wieku 17 lat zadebiutował w szkockiej ekstraklasie.
Do kadry narodowej został powołany przez selekcjonera reprezentacji Szkocji Waltera Smitha w 2005 roku.
W 2007 roku zadebiutował w barwach Celticu, który postanowił sprowadzić go za 4,5 miliona funtów na 5 lat. W klubie z Glasgow gra z nr 8. Zazwyczaj gra jako ofensywny środkowy pomocnik. W swoim debiutanckim sezonie w drużynie „The Hoops” wywalczył wraz z nią mistrzostwo SPL. W kolejnym natomiast zdobył nagrodę dla najlepszego piłkarza Szkocji.
25 marca 2020 roku Brown poinformował o odejściu z Celticu wraz z końcem sezonu 2020/21 po 14 latach gry w zespole The Bhoys, decydując się na parafowanie umowy z Aberdeen, gdzie pełnił jednocześnie funkcję piłkarza i asystenta trenera.